# 1388 Aphrodite
1388 Aphrodite è un asteroide della fascia principale del diametro medio di circa 25,22 km. Scoperto nel 1935, presenta un'orbita caratterizzata da un semiasse maggiore pari a 3,0189951 UA e da un'eccentricità di 0,0965219, inclinata di 11,19189° rispetto all'eclittica.
L'asteroide prende il suo nome da Afrodite, la dea greca della bellezza.